# Arrop i talladetes

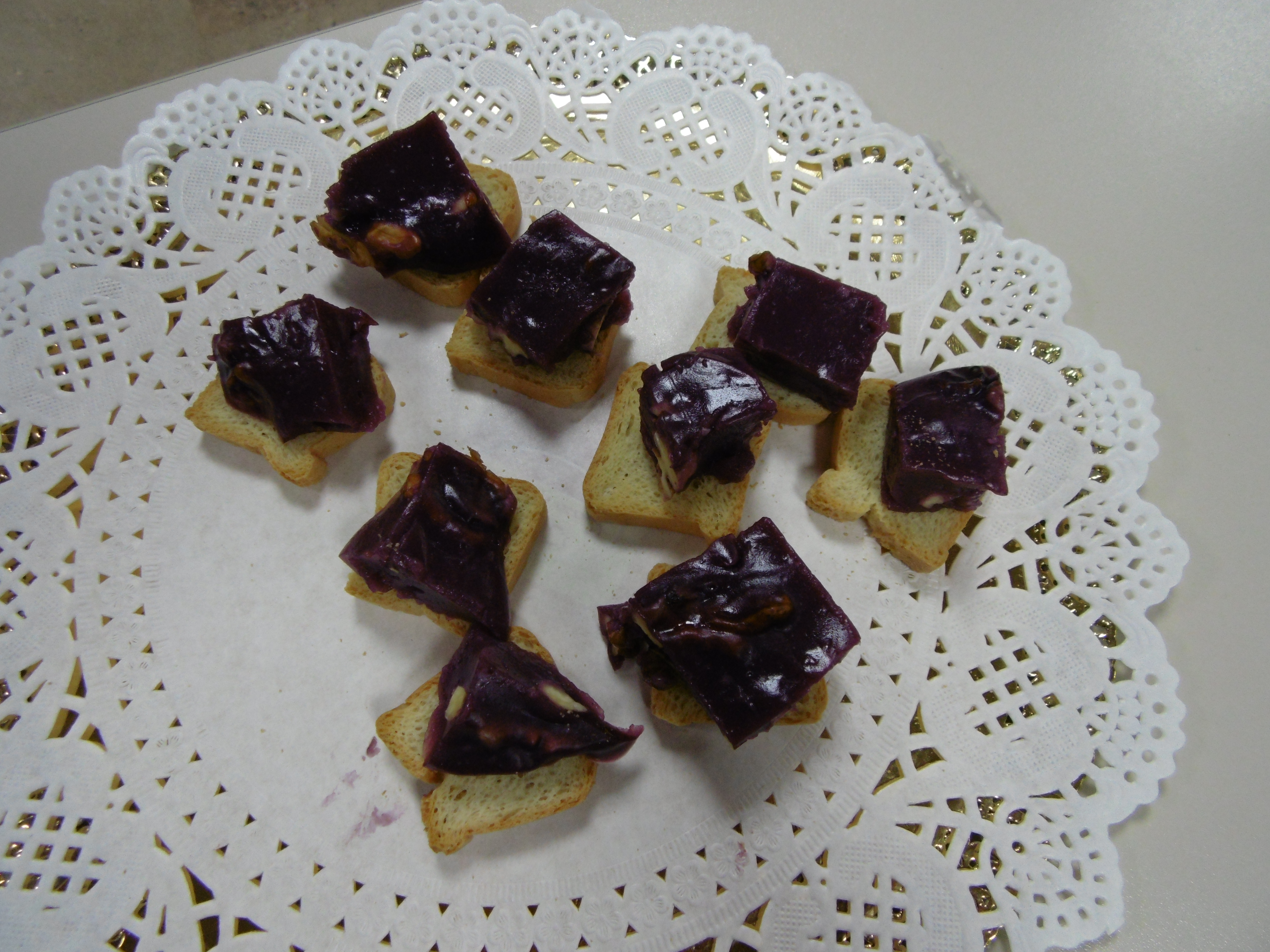
Mostillo

L'arrop i talladetes és un dolç típic valencià, habitual a les Comarques Centrals, com ara la Vall d'Albaida, i present a l'Alcalatén. Es pronuncia popularment "arrop i tallaetes".
L'arrop o arruix és un xarop a base d'almívar concentrat de most de raïm, tradicionalment de la varietat rosetti. El xarop és de sabor molt dolç i aspecte molt fosc. S'hi sol afegir un poc de calç per neutralitzar l'acidesa del most. Es bull durant molt de temps per a fer-lo espés, i també es pot substituir el raïm per figues dolces i seques, material més barat i que feia que l'elaboració es realitzara en menor temps.
Per fer l'arrop i talladetes, cal introduir a l'arrop les "talladetes" que són tallades de carabassa gran, les carabasses de porc, però també de meló, meló d'Alger o altres fruits trossejats.
Aquest dolç era elaborat de manera tradicional i es venia a les fires i mercats, però en molt llocs, com per exemple Benigànim, on abans era habitual la seua elaboració i d'on eren naturals la majoria de venedors, esta activitat quasi ha desaparegut, ja que el seu sabor i olor resulten força estranys comparats amb els dolços comercials de fabricació industrial.
La temporada de l'arrop s'estenia de novembre a maig, i a la resta de l'any els venedors treballaven la terra. Per a la comercialització del producte, es transportava en carro, arribant a realitzar trajectes d'entre quinze a vint dies. La ruta de l'arrop arribava fins a la Ciutat de València, així com a localitats limítrofes de Múrcia.
El mostillo és un plat molt habitual a les comarques pirinenques de Catalunya, l'Aragó, i l'Alcalatén (País Valencià); també a Castella - la Manxa. Aquest dolç és a base del most del raïm i ametlla i espessit amb farina.
L'Arrope y calabazate és un plat típic de Múrcia que s'assembla a l'arrop i talladetes però empra un plat de figues bullides i refredades al qual s'afegeix el calabazote o calabazate, una barreja de codony, meló i moniato tractats amb calç i trossejats.